# Mallerenga de Somàlia
La mallerenga de Somàlia (Melaniparus thruppi) és una espècie d'ocell passeriforme que pertany a la família Pàrids originària del nord-est d'Àfrica on es troba a l'hàbitat sec de l'acàcia.

## Descripció
És la més petita de les mallerengues grises del gènere Melaniparus d'Àfrica, té una casquet, clatell, gola i pit de color blau-negre brillant que contrasta amb una gran taca blanca lluminosa que s'estén des del bec fins als costats del coll. També té una banda negra ampla que s'estén des del pit fins al ventre. Les parts superiors són grises amb panells blancs a les ales i hi té una taca blanca al clatell. Les parts inferiors són de color blanc grisenc, trencades per la banda negra. Les potes i el bec són de color gris pissarra. Les femelles tendeixen a tenir una banda més estreta que els mascles. Els joves són semblants als adults però de tons més apagats. Mesura 11,5-12 cm de llarg i pesa 12 g.

## Distribució i hàbitat
La mallerenga de Somàlia es troba des d'Etiòpia i Somàlia al sud fins al nord-est de Tanzània.
Habita sabana boscosa i arbustiva àrida i semiàrida, principalment d'acàcies i rodals d'arbres al llarg de rierols o rius evitant les regions realment àrides. Es registra a cotes de fins a 2.000 m a Somàlia.

## Hàbits
Es troba en parelles o en grups petits i ocasionalment s'uneix a ramats d'espècies mixtes que busquen menjar. El menjar consisteix en petits invertebrats, principalment vespes, escarabats i erugues. Fa el niu als forats dels arbres i es va donar el cas de trobar-ne un que havia estat depredat per una serp, però d'altra manera els hàbits i l'ecologia d'aquesta espècie són poc coneguts.

## Taxonomia
La mallerenga de Somàlia era antigament una de les moltes espècies inclosa en el gènere Parus, però es va traslladar a Melaniparus després que una anàlisi filogenètica molecular publicada el 2013 demostrés que els membres del nou gènere formaven un clade diferent.
Forma un complex d'espècies amb la mallerenga bruna i probablement també la mallerenga del miombo i la mallerenga cendrosa. Totes aquestes espècies han estat tractades com a coespecífiques amb la mallerenga carbonera del Paleàrtic, però ara no es creu que estiguin estretament relacionades amb aquesta espècie.
Actualment hi ha dues subespècies reconegudes:
- M.t. thruppi (Shelley, 1885) - Etiòpia i Somàlia.
- M.t. barakae (Jackson, 1899) - al sud-oest de Somàlia fins a Kenya, Uganda i el nord-est de Tanzània.